# Шалабия
Шалабия (араб. الجلبية‎), также известна как Эль-Джалабия или Челебия — деревня на севере Сирии, расположенная на территории мухафазы Халеб. Входит в состав района Айн-эль-Араб. Является административным центром нахии Эль-Джалабия.

## Географическое положение
Деревня находится в северо-восточной части мухафазы, на высоте 508 метров над уровнем моря.

Шалабия расположена на расстоянии приблизительно 130 километров к востоку-северо-востоку (ENE) от Алеппо, административного центра провинции и на расстоянии 394 километров к северо-северо-востоку (NNE) от Дамаска, столицы страны.

## Население
По данным официальной переписи 2004 года численность населения деревни составляла 411 человек (210 мужчин и 201 женщина).

## Транспорт
Ближайший гражданский аэропорт расположен в турецком городе Шанлыурфа.